# 大叶素馨
大叶素馨（学名：Jasminum attenuatum）是木犀科素馨属的植物。分布在印度、缅甸以及中国大陆的云南等地，生长于海拔1,200米至1,700米的地区，一般生长在灌木林中、峡谷和林中，目前尚未由人工引种栽培。

## 异名
- Jasminum robustifolium Kobuski